# Wohnungsaufsichtsgesetz
Ein Wohnungsaufsichtsgesetz regelt Pflichten der Vermieter.

## Deutschland
In Deutschland existieren in einigen Bundesländern Wohnungsaufsichtsgesetze (unter diesem oder ähnlichen Namen).
In Berlin, Bremen, Hessen und Nordrhein-Westfalen wird u. a. eine Mindestwohnflächengröße pro Person vorgeschrieben.
| Bundesland          | Datum         | Name                                                           | Bemerkung                                           |
| ------------------- | ------------- | -------------------------------------------------------------- | --------------------------------------------------- |
| Bayern              |               |                                                                | Abgeschafft 2004                                    |
| Berlin              | 1990          | Wohnungsaufsichtsgesetz – WoAufG Bln                           |                                                     |
| Bremen              | 2015          | Bremisches Wohnungsaufsichtsgesetz (BremWAG)                   |                                                     |
| Hamburg             | 1982          | Hamburgisches Wohnraumschutzgesetz (HmbWoSchG)                 |                                                     |
| Hessen              | 1974          | Hessisches Wohnungsaufsichtsgesetz (HWoAufG)                   |                                                     |
| Niedersachsen       | 24. März 2021 | Niedersächsisches Wohnraumschutzgesetz (NWoSchG)               |                                                     |
| Nordrhein-Westfalen | 1. Juli 2021  | Wohnraumstärkungsgesetz (WohnStG)                              | Vorgängerregelung: Wohnungsaufsichtsgesetz von 2014 |
| Sachsen-Anhalt      | Oktober 2018  | Wohnungsaufsichtsgesetz des Landes Sachsen-Anhalt – WoAufG LSA |                                                     |